# Juan Antonio Vera Torres
Juan Antonio Vera Torres (Granada, 25 de septiembre de 1941-ibidem, 10 de abril de 2025), fue un geólogo español y miembro de la Real Academia de Ciencias Exactas, Físicas y Naturales desde 2000.

## Títulos
- Licenciado y doctor en Ciencias Geológicas por la Universidad de Granada.
- Catedrático de Estratigrafía de la Universidad de Granada desde 1973.
- Académico numerario de la Academia de Ciencias de Granada desde 1990.
- Fue decano de la Facultad de Ciencias (1975-1978)
- Director del Departamento de Estratigrafía y Paleontología (1988-1996) de la Universidad de Granada.-
- Segundo presidente de la Sociedad Geológica de España (1986-1988).[2]
- Doctor honoris causa por la Universidad de Jaén en 2014.[3]

## Publicaciones

### Libros
Ha publicado como autor 24 libros, uno de los cuales, “Estratigrafía: Principios y métodos”, ha tenido una amplia difusión entre los profesionales y estudiantes de habla hispana:
- Vera Torres, Juan Antonio  (1994). Estratigrafía. Principios y métodos. Ed: Rueda. 816p. ISBN 978-84-7207-074-5

- Vera Torres, Juan Antonio y Ancochea Soto, Eumenio (eds.) (2004). Geología de España. Sociedad Geológica de España e Instituto Geológico y Minero de España. 884 p. ISBN 84-7840-546-1

### Artículos
Es autor de más de doscientos trabajos de investigación entre los que destacan los publicados en las revistas: 
- C.R. Acad. Sc. Paris (1966, 1972)
- Geol. Mijnb. (1980)
- Geobios (1984)
- Rev. Soc. Geol. España (1988, 1989, 1990, 1991, 1992, 1993, 2000)
- Sedim. Geol. (1991, 1997, 1998, 1999)
- Basic Research (1992)
- Palaeogeograr. Palaeoclimatol. Palaeo-ecol. (1993, 1999, 2002)
- Sedimentology (1993, 1995)
- Jour. Geol. (1996)
- Terra Nova (1997)
- Jour. Geol. Soc. London (2000)
- Bull. Soc. Geol. France (2002).

## Fuente
- Relación de académicos desde el año 1847 hasta el 2003